# Schreibschrift

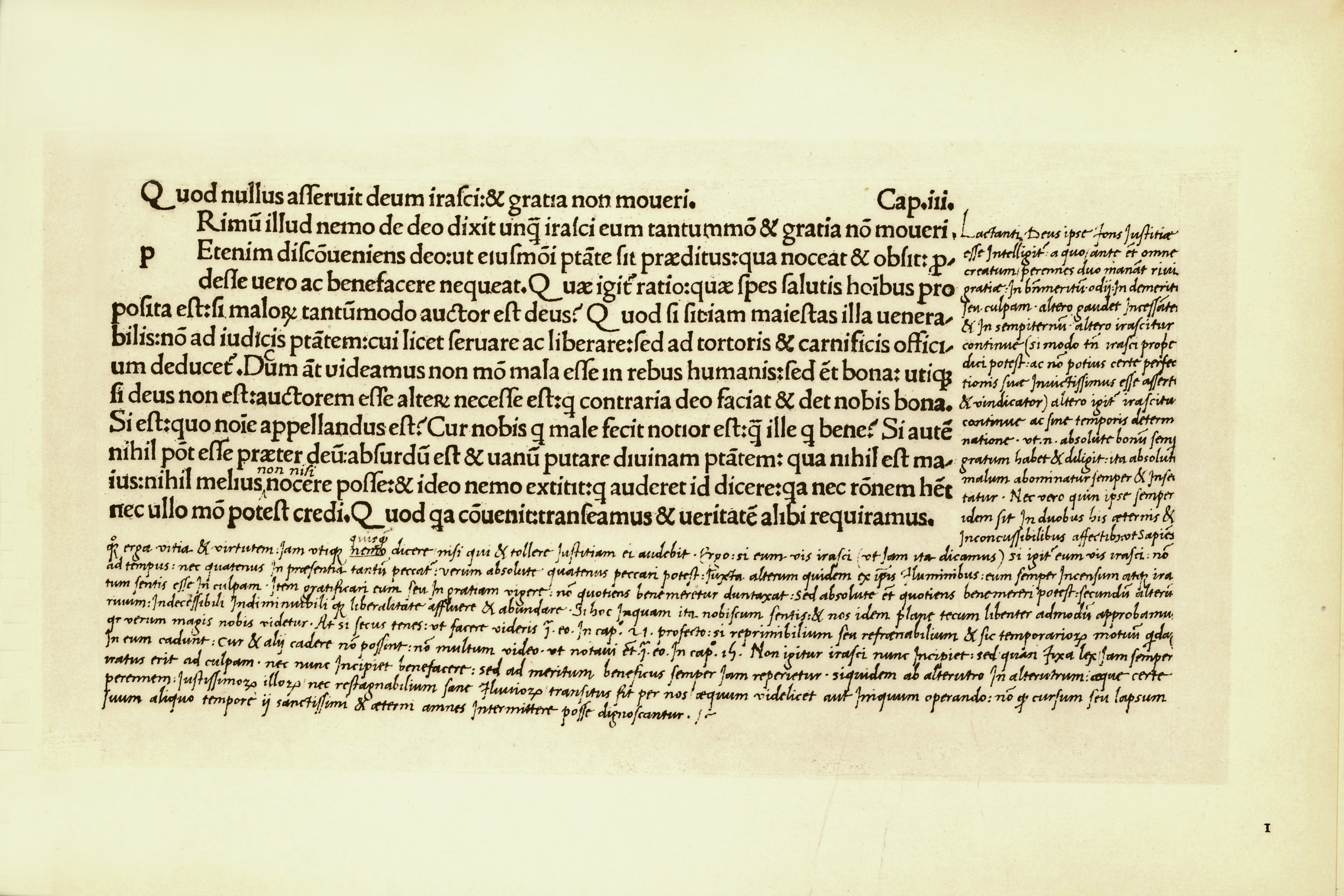
Vergleich Druckschrift (Antiqua) mit Schreibschrift (humanistische Kursive) 1499

Eine Schreibschrift, Kursive (mittellateinisch cursivus ‚fließend, geläufig‘), Kurrentschrift (lateinisch currere ‚laufen‘) oder Laufschrift ist eine Gebrauchsschrift, die durch eine fortlaufende bzw. wenig unterbrochene Linienführung auf einem Schriftträger (meist Papier) charakterisiert ist. Sie dient dem flüssigen (kursiven) Schreiben mit der Hand. Als Schreibgeräte werden zum Beispiel Bleistifte, Füllfederhalter, Kugelschreiber, Fineliner, Kreide oder Pinsel (vorwiegend in Ostasien) verwendet.
Als Synonym zu Kursive wird auch der Begriff Kursivschrift verwendet, dieser Begriff birgt aber eine Verwechslungsgefahr zur Kursivschrift in der Typografie.

## Schreibschriften weltweit und über alle Zeiten

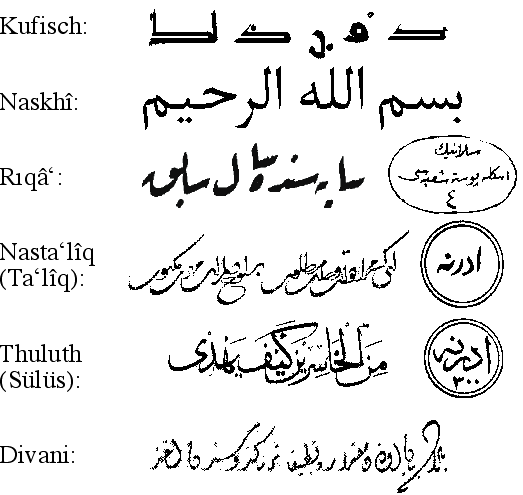
Einige Formen der arabischen Schrift

Frühe Formen der Schreibschrift sind beispielsweise die hieratische Schrift, die als kursive Variante der ägyptischen Hieroglyphen in Gebrauch war, und die aus ihr entstandene demotische Schrift.
Schreibschriften können von links nach rechts, oder von rechts nach links geschrieben werden. Der weltweit wichtigste Vertreter für letzteres ist die arabische Schrift mit ihren diversen Variationen.
Neben Schriften, die es nur als Schreibschriften gibt (wie etwa die demotische oder die arabische Schrift) gibt es auch häufig Fälle von Schreibschriften, die als (vorwiegend handschriftliche) Alternativen zu Nicht-Schreibschriften (Druckschriften) in der gleichen Schriftkultur in Gebrauch sind und die auch das gleiche Alphabet wie diese Druckschriften verwenden. Beispiele:
- Die lateinische Schreibschrift (in vielen Variationen) und auch die deutsche Kurrentschrift sind Schreibschriften für das lateinische Alphabet.
- Die kyrillische Schreibschrift ist eine Schreibschrift für das kyrillische Alphabet.
- Die (weitgehend unverbundene) hebräische Schreibschrift eine für das hebräische Alphabet.

## Abgrenzungen
Der Begriff der Schreibschrift wird gelegentlich dem Begriff der Leseschrift gegenübergestellt, der Schriften bezeichnet, die auf möglichst gute Leserlichkeit und nicht auf möglichst flüssige Bewegungsausführung ausgerichtet sind. Die starke Verbundenheit der Linien wirkt sich negativ auf die Leserlichkeit der Schrift aus. Es erfordert deshalb viel Übung und Geschick, trotzdem eine leserliche Schrift zu erzielen. Die Kunst des Schönschreibens wurde im Mittelalter lediglich von Schreibmeistern ausgeübt und gelehrt. Später wurde sie Bestandteil der Schulbildung und eine Mehrheit der Bevölkerung erwarb eine gewisse Fähigkeit hierzu.
Schreibschrift ist nicht mit von Hand geschriebener Schrift gleichzusetzen, so wurden die Unziale, die gotische Minuskel, die Textura, die Rotunda oder die humanistische Minuskel (primär) von Hand geschrieben, sind aber keine Schreibschriften. Gleiches gilt für Druckschrift, sie kann natürlich auch von Hand geschrieben werden. Umgekehrt gibt es auch gedruckte Satzschriften, die in DIN 16518 zur Gruppe VIII „Schreibschriften“ gezählt werden, weil sie eine Schreibschrift imitieren.
In der Typografie bezeichnet der Begriff Kursivschrift Satzschriften, bei denen die Schriftzeichen in Schreibrichtung schräg geneigt sind. Historisch hat sich dies aus einer bestimmten Kursive entwickelt, der humanistischen Kursive. Daher stammt ihre Bezeichnung, aber ansonsten hat die typografische Kursivschrift wenig mit dem deutlich allgemeineren Begriff der Kursive (Schreibschrift) gemein.

## Merkmale der Schreibschrift

Schematischer Vergleich zwischen lateinischer „Druck“schrift und gebundener Schreibschrift

Die Schreibschriften unterscheiden sich von anderen mit der Hand geschriebenen Schriften durch den starken Einfluss, den die rasche und flüssige Bewegungsausführung auf die Form ausübt. Während statisch aufgebaute Schriften (z. B. Buch- und repräsentative Inschriften) durch das Aneinandersetzen von einzelnen Formteilen bzw. Strichen entstehen, entsteht Schreibschrift vorwiegend aus ununterbrochenen Linien. Die Ökonomisierung des Schreibprozesses besteht in der Vermeidung des Neuansetzens bzw. Neuaufsetzens des Schreibgerätes und ist durch die Verwendung der Schreibfeder geprägt. Viele Schreibfedern lassen keine Rückwärtsbewegung oder eine solche nur kurz ohne Druck zu, zumindest fließt die Tinte nicht nach. Charakteristische Merkmale gegenüber anderen mit der Hand geschriebenen Schriften sind
- die vorwiegend einzügige Darstellung[4][5][6] der Schriftzeichen mit Hilfe von Innenligaturen,
- das Weglassen von Serifen, Quadrangeln und anderen Zierabschlüssen,
- die Schaffung von Verbindungen zwischen Buchstaben innerhalb eines Wortes mit Hilfe von Außenligaturen,
- die Überführung des Richtungskontrastes waagerecht/senkrecht in die Diagonale, unter anderem durch Abschleifen der Formen,
- die mehr oder weniger deutliche Schräglage der Hauptachse der Zeichen.

Von Hand geschriebene Schrift, die diese Merkmale nicht aufweist, ist keine Schreibschrift, sondern wird Druckschrift, in der Schweiz auch Steinschrift, genannt.

## Entwicklung der Schreibschriften in Europa

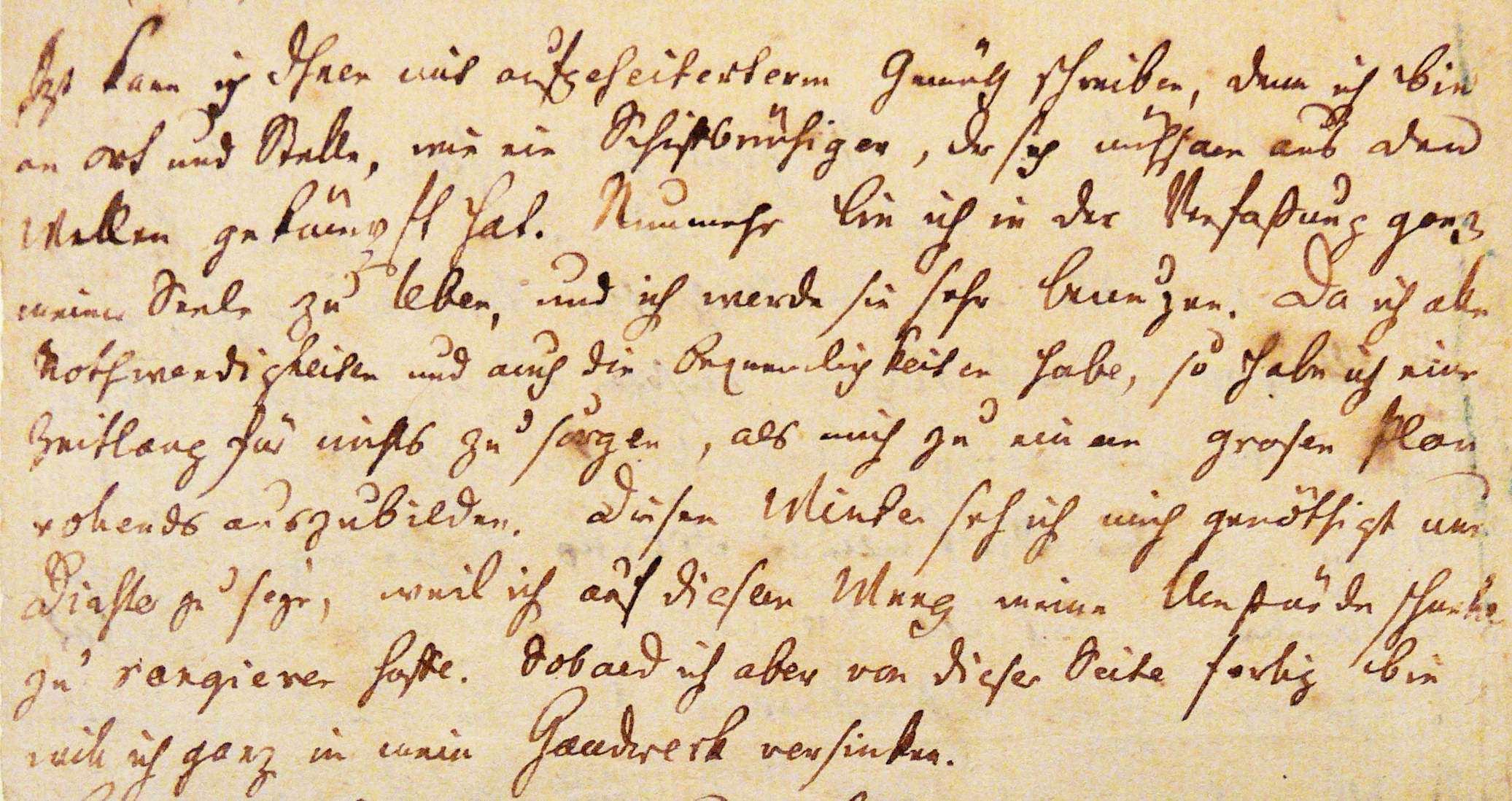
Beispiel der deutschen Kurrentschrift (1782)

Kursiven sind in der Geschichte der Schrift nicht immer üblich gewesen. Während in der römischen Antike Schrift umfangreich im Alltag eingesetzt wurde (ältere römische Kursive) und sich dadurch eine flüssige, verbundene Schrift entwickelte (jüngere römische Kursive), kannte das hohe Mittelalter keine auf dem Prinzip der Buchstabenverbindung beruhende Schrift. Erst seit dem 13. Jahrhundert hatte sich Schriftlichkeit durch Universitäten, Kaufleute und zentralistische Verwaltung wieder so weit verbreitet, dass eine neue Kursivschrift, die gotische Kursive, entstand.
Mit dem Buchdruck wurde es auch weniger Begüterten, Schulen und öffentlichen Büchereien möglich, Bücher zu erwerben. Das Schreiben von Hand stand im 15. Jahrhundert zunehmend in Konkurrenz durch den Buchdruck. Es wurde möglich, Bücher von gleicher Art und Güte in großer Zahl rasch und billig herzustellen. Die Lettern und die Gestaltung der Druckwerke lehnte sich zunächst im Schnitt und schmückendem Beiwerk an das Vorbild handgeschriebener Bücher an.
Auch nach dem Aufkommen der Druckkunst gab es weiterhin eine große Anzahl von Schreibern in Deutschland, Frankreich, Spanien, Italien, der Schweiz und anderen Ländern. Der Beruf des Schreibers blieb weiterhin wichtig, etwa für das Schreiben von Akten und Briefen.
Die Schreiber verteidigten den Fortbestand ihrer Kunst, indem sie Schreibschulen gründeten, Schüler aus den bürgerlichen Ständen annahmen und die Schriften weiterentwickelten. Als Lehrer der Schreibkunst wurden sie Schreibmeister genannt.  Von 1500 bis 1800 entstanden allein in Deutschland etwa 800 gedruckte Schreibvorlagen.
Als bedeutendster Nürnberger Schreibmeister gilt Johann Neudörffer, ein Zeitgenosse Albrecht Dürers. Er schuf mit Hieronymus Andreä die Neudörffer-Andreä-Fraktur. Mit dieser Druckschrift legte er zugleich die Basis für alle weiteren Frakturschriften, die auch die in den Kanzleien verwendete Schreibschrift beeinflusste (Kanzleikurrent, deutsche Kurrentschrift). In seiner Schule ging er gegen die Vielfalt und Verworrenheit der damals benutzten Verkehrsschriften an.
In den Kanzleien und im wirtschaftlichen Alltag waren in Deutschland die Formen der gotischen Kursive Ausgangspunkt der Entwicklung zur sogenannten deutschen Schrift oder deutschen Kurrentschrift. Im 16. Jahrhundert setzte sich für lateinische und nichtdeutsche Texte die von dem Humanisten Niccolò Niccoli entwickelte humanistische Kursive als Schreibschrift durch. Die humanistische Kursive entwickelte sich weiter zur lateinischen Schreibschrift, die noch heute verwendet wird. Ein gebildeter Bewohner Deutschlands lernte bis ins 20. Jahrhundert mindestens zwei Schriftarten flüssig lesen und schreiben. In Briefen wurde nicht selten der normale Text in deutscher Kurrentschrift geschrieben, Eigennamen oder sonst hervorzuhebende Wörter dagegen in humanistischer Kursive (bzw. lateinischer Schreibschrift). Im NS-Staat setzte sich der Referent für Schrift im NS-Lehrerbund, Friedrich Sammer, für die Kurrentschrift ein, doch 1941 wurde nach einer Entscheidung Adolf Hitlers die deutsche Kurrentschrift durch einen Erlass verboten (Normalschrifterlass) und die lateinische Schreibschrift zur alleinigen „deutschen Normalschrift“ erklärt. Die deutsche Kurrentschrift war in der Folge auch nach dem Ende des NS-Staates nur noch wenig in Gebrauch.

### Spezielle Schreibweisen
In der Kurrentschrift können manche Buchstaben unklar zu lesen sein. Um das zu verbessern, haben sich bestimmte Zusatzzeichen entwickelt. Zum Beispiel wurde es im deutschen Sprachraum üblich, über das kleine u einen Strich oder Bogen zu zeichnen (ū), um es vom kleinen n besser unterscheiden zu können. Auch wurden die Doppelbuchstaben „mm“ und „nn“ oft durch einen Reduplikationsstrich als m̅ und n̅ geschrieben. Der Reduplikationsstrich fiel im 20. Jahrhundert außer Gebrauch und auch u-Bögen trifft man heute nur noch selten an.
Der Buchstabe O bekam in der Schreibschrift manchmal ein „Schwänzchen“ oder einen Kringel, um ihn besser von der Ziffer 0 zu unterscheiden, die Ziffer 7 einen Querstrich, um sie besser von der Ziffer 1 zu unterscheiden, und der Buchstabe Z einen Querstrich (Ƶ), um ihn besser von der Ziffer 2 zu unterscheiden. Im angelsächsischen Sprachraum setzen sich andere Konventionen durch, etwa das Weglassen des Aufstrichs bei der Ziffer 1 zur besseren Unterscheidung von der Ziffer 7.

### Reformen und Abschaffung der deutschen Kurrentschrift

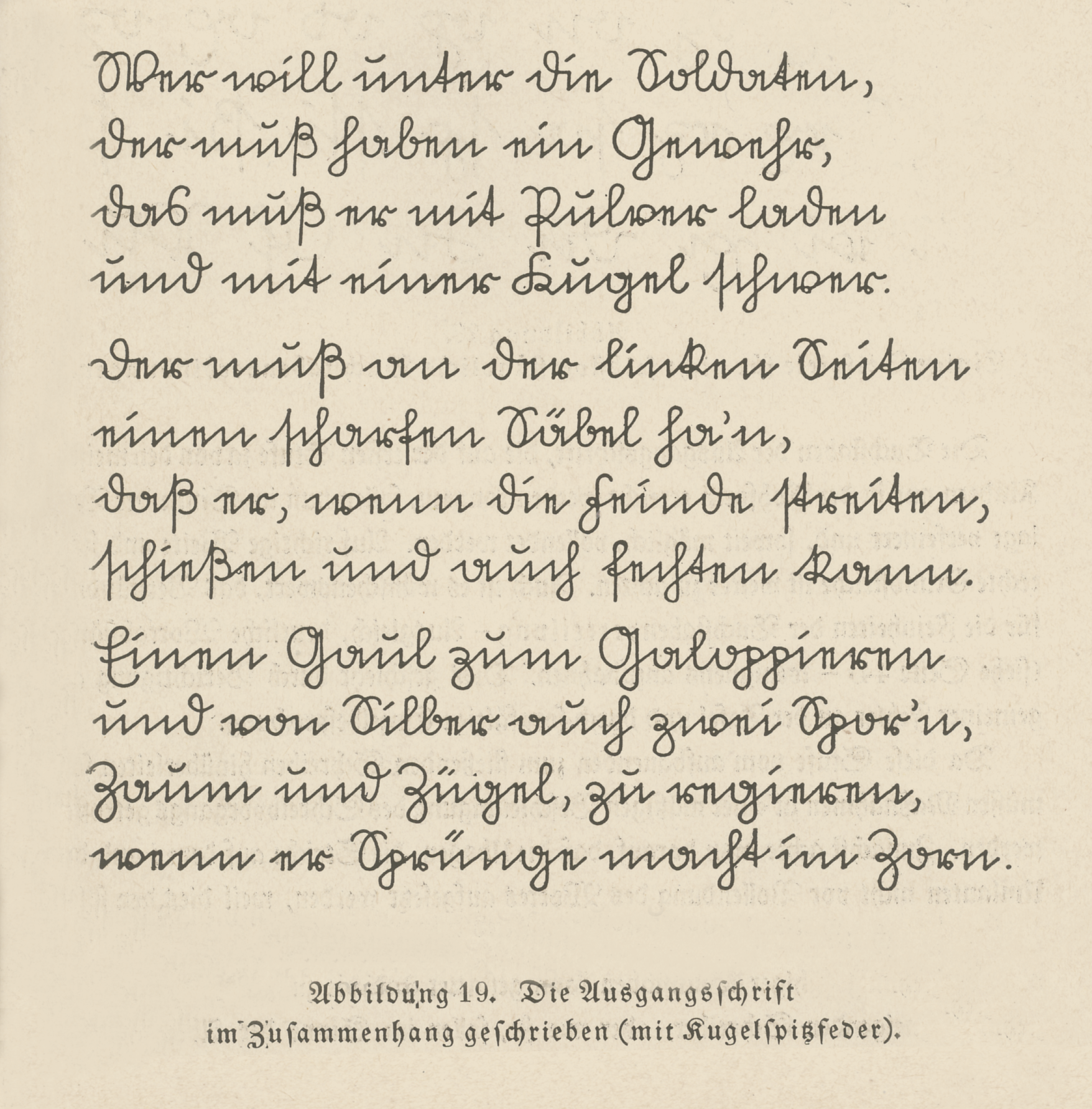
Beispiel der Sütterlinschrift

Im Jahre 1830 fand die spitze Stahlfeder von England ausgehend immer größere Verbreitung. Sie erwies sich zwar als schwieriger in der Handhabung als die Kielfeder, konnte sich aber bis zum Ende des 19. Jahrhunderts auch in Deutschland durchsetzen.
Mit der Einführung der Schulpflicht und Schreiben als Grundlehrfach wurden bald die verschiedenen Meisterschulen überflüssig. Durch ihren Wegfall und die weitere Durchsetzung des englischen Stils mitsamt der englischen Spitzfeder setzten sich neue Gebrauchsschriften durch.
Der Grafiker Ludwig Sütterlin entwickelte im Jahr 1911 die Sütterlinschrift, eine reformierte Schreibschrift als Ausgangsschrift in zwei Versionen, als deutsches und als lateinisches Alphabet. Er gestaltete sie mit dem Verhältnis 1:1:1 für die Lineaturräume, mit Steilschriftformen. Als völlig neues Gerät nutzte er die Gleichzugfeder (Kugelspitzfeder) und die Schnurzugfeder (Redisfeder). Die kugelige Spitze der Gleichzugfeder ermöglicht Rundzüge jeder Art bei gleichbleibender Strichstärke, und Sütterlin gestaltete seine Ausgangsschrift auf diese Eigenschaft abgestimmt. Die Gleichzugfeder stellt keine großen Ansprüche bezüglich der Haltung und Führung der Feder bzw. des Füllfederhalters. Aus diesem Grunde erschien sie Sütterlin auch als das passende Schreibgerät für Kinder zum Erlernen des Schreibens. Bei der Schnurzugfeder liegt anstatt einer Kugel ein kleines rundes Scheibchen auf dem Papier auf. Sie wird wegen ihrer gleichförmigen Strichbreite auch gerne für groteske oder technische Schriften verwendet. Sütterlin sprach sich aber auch sehr klar für den Gebrauch der rechtsschrägen Breitfeder aus, die in späteren Schuljahren folgen sollte, und wies auf den Formgewinn hin, den diese Feder den Schriften verleiht.
Sütterlins Reformschrift wurde 1915 an den Schulen in Preußen eingeführt. Nach seiner Veröffentlichung Neuer Leitfaden für den Schreibunterricht, die 1917 erschien, wurde sie auch in anderen deutschen Ländern eingeführt und prägte so die Handschrift der Deutschen auf viele Jahrzehnte.

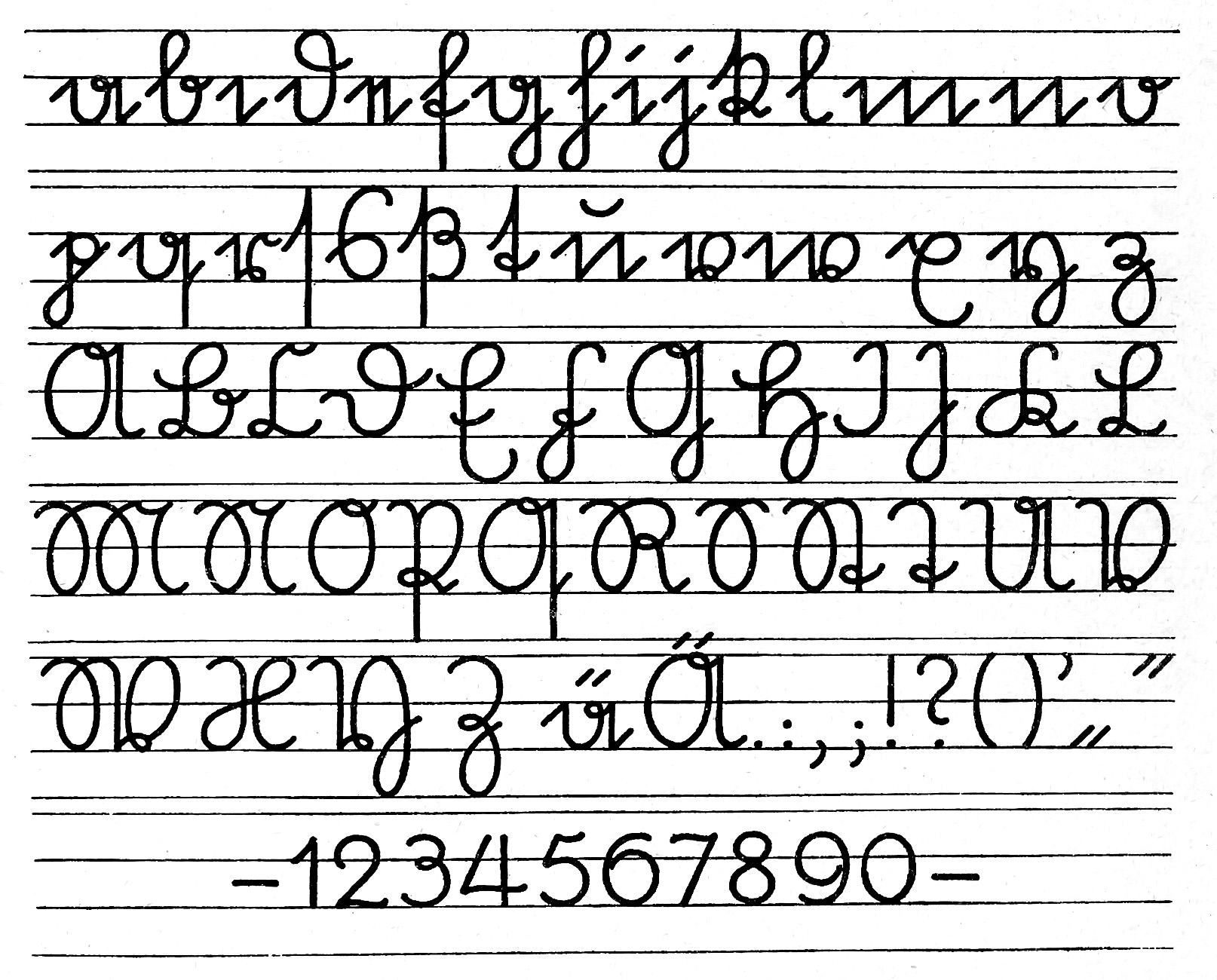
Sütterlin-Ausgangsschrift (deutsches Alphabet)
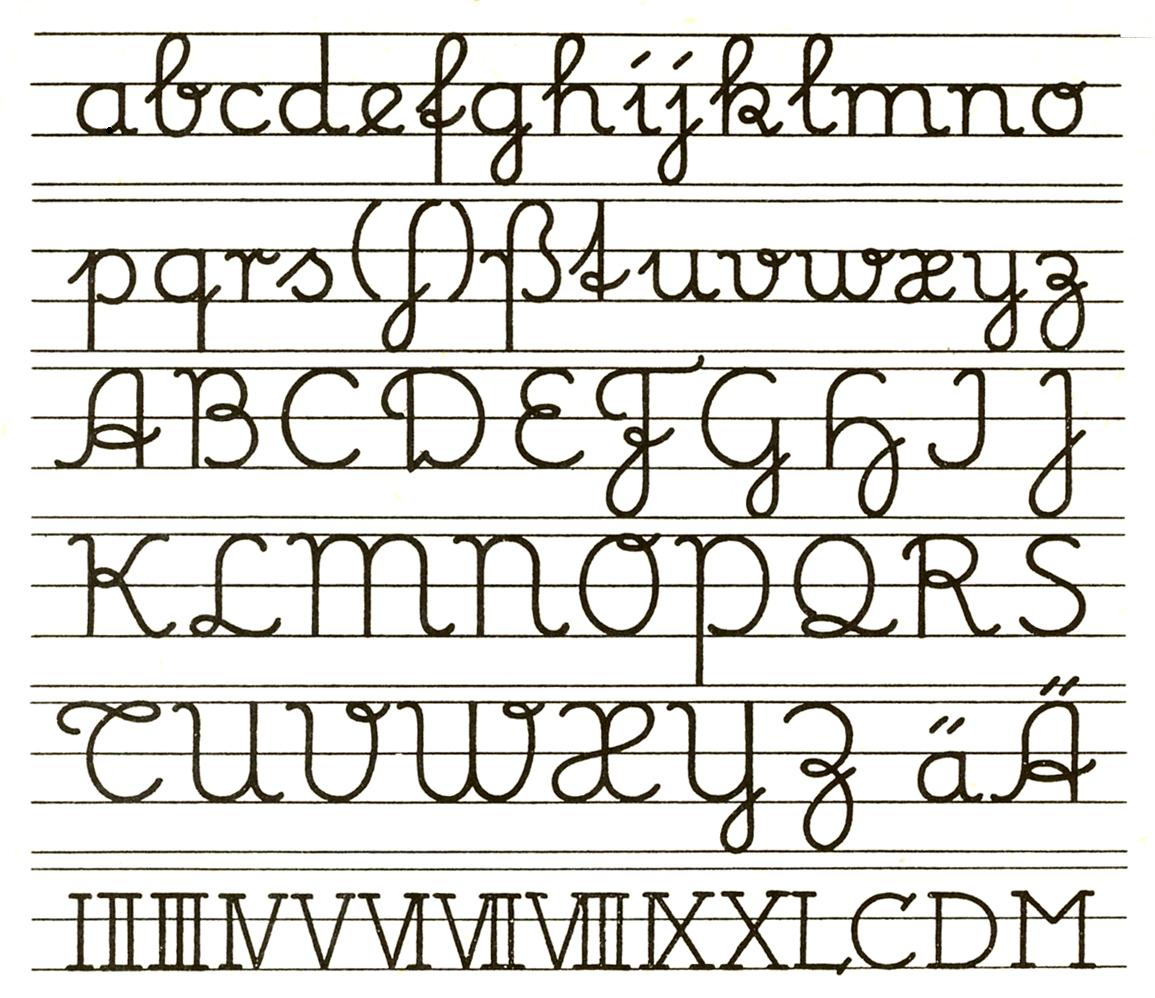
Sütterlin-Ausgangsschrift (lateinisches Alphabet)

In Hessen entwickelte Rudolf Koch eine ausdrucksvolle Breitschrift, die Offenbacher Schrift, welche er 1927 vorstellte. Mit der Einführung von Sütterlins Schrift in Hessen 1930 blieb die Offenbacher Schrift jedoch unbenutzt.

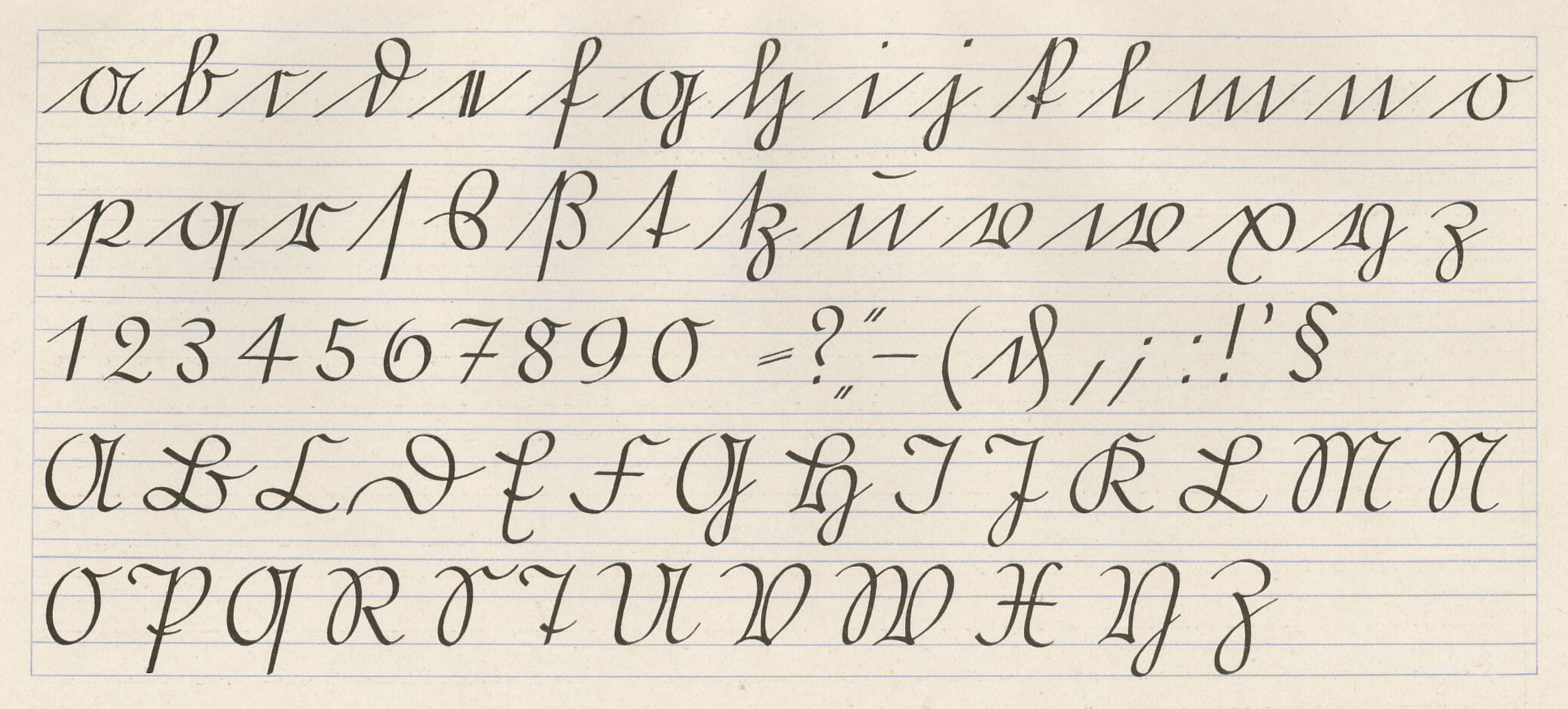
Offenbacher Schrift (deutsches Alphabet)
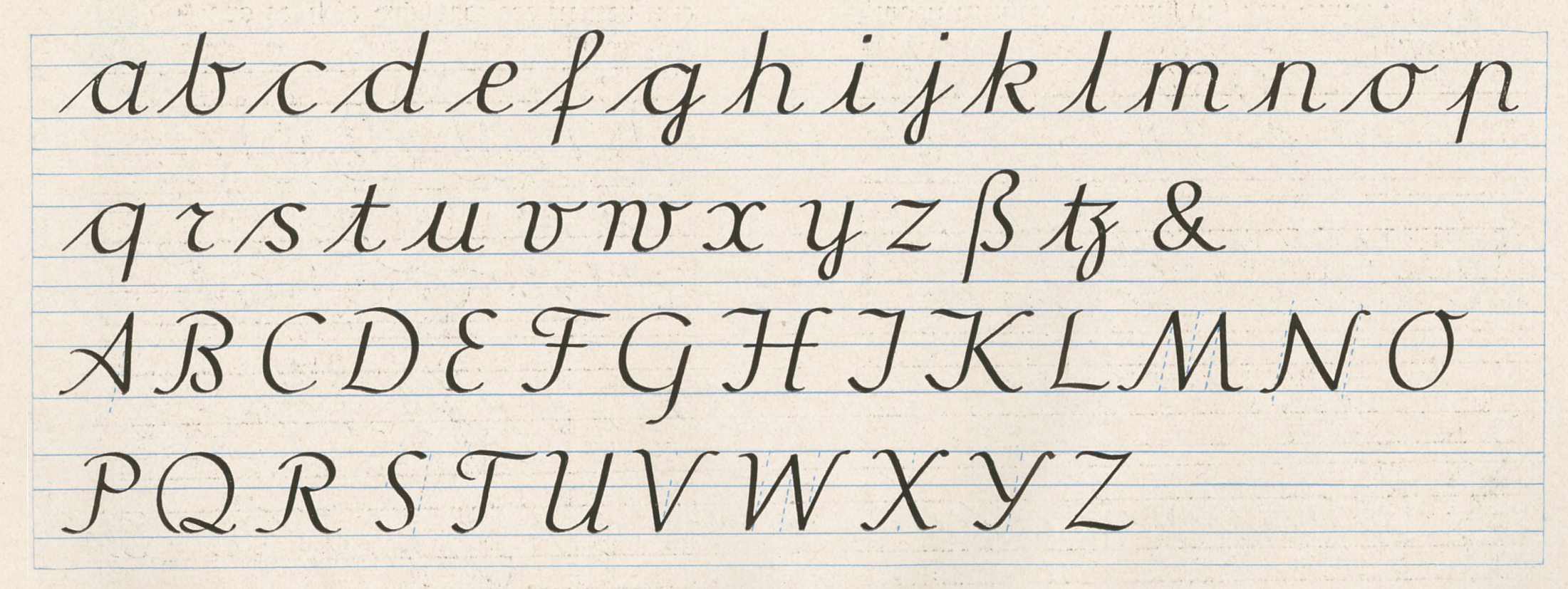
Offenbacher Schrift (lateinisches Alphabet)

1935 wurde die Sütterlinschrift in einer abgewandelten Form (leichte Schräglage, weniger Rundformen) als Deutsche Volksschrift Teil des offiziellen Lehrplans. 1941 wurde jedoch mit dem Normalschrifterlass der nationalsozialistischen Regierung das vorläufige Ende der deutschen Schreibschrift besiegelt. Die lateinische Schreibschrift wurde nun als „Normalschrift“ festgelegt.

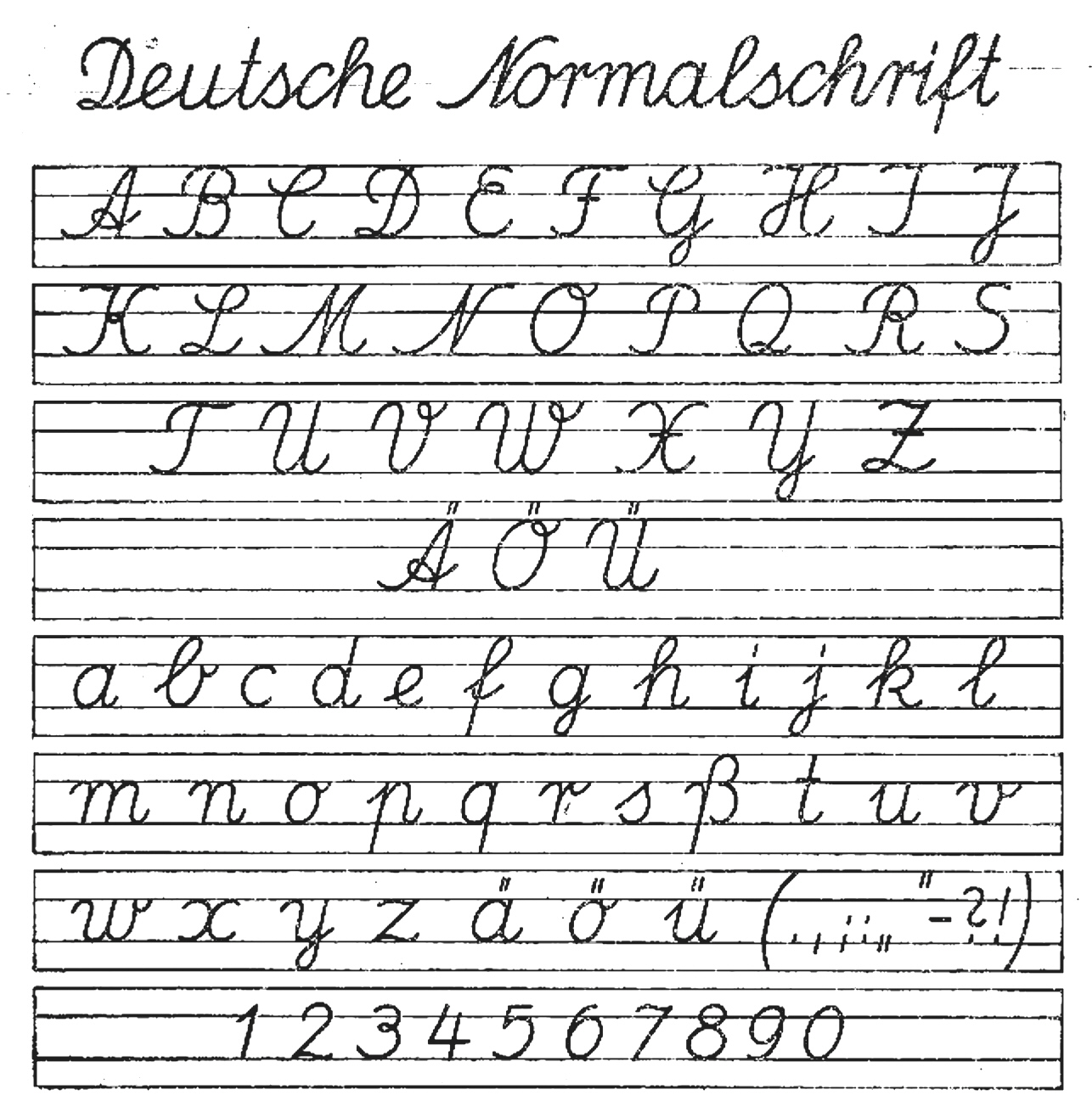
Deutsche Normalschrift, ab 1941
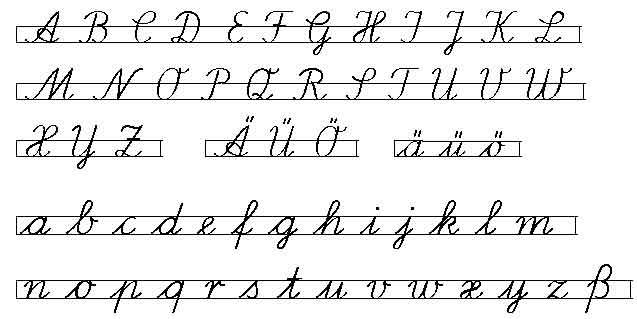
Lateinische Ausgangsschrift, seit 1953
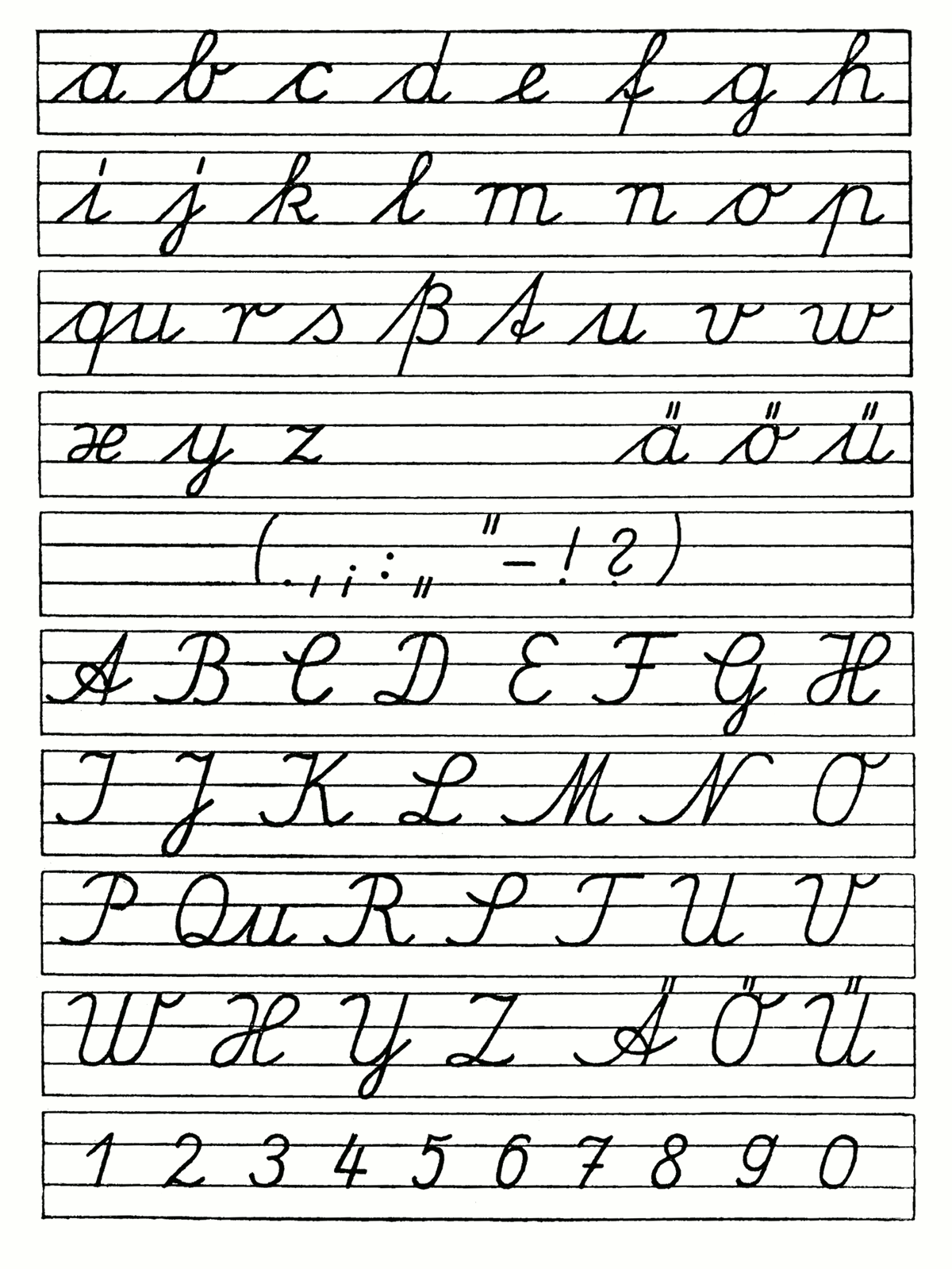
Schreibschrift-Vorlage der DDR von 1958

### Reformen der lateinischen Schreibschrift
Seit den 1960er Jahren gab und gibt es in den deutschen Lehrplänen für das Schreibenlernen Bemühungen, die aus dem Barock übernommenen Schnörkel insbesondere der Großbuchstaben zurückzunehmen. Die Schulausgangsschrift (1968) orientierte sich dabei vorwiegend an den Quellen der lateinischen Schreibschrift, der humanistischen Kursive. Demgegenüber waren die Bestrebungen der Vertreter der Vereinfachten Ausgangsschrift (1972) darauf gerichtet, die Schreibschrift insgesamt aus der geradstehenden Antiqua-Druckschrift zu entwickeln.

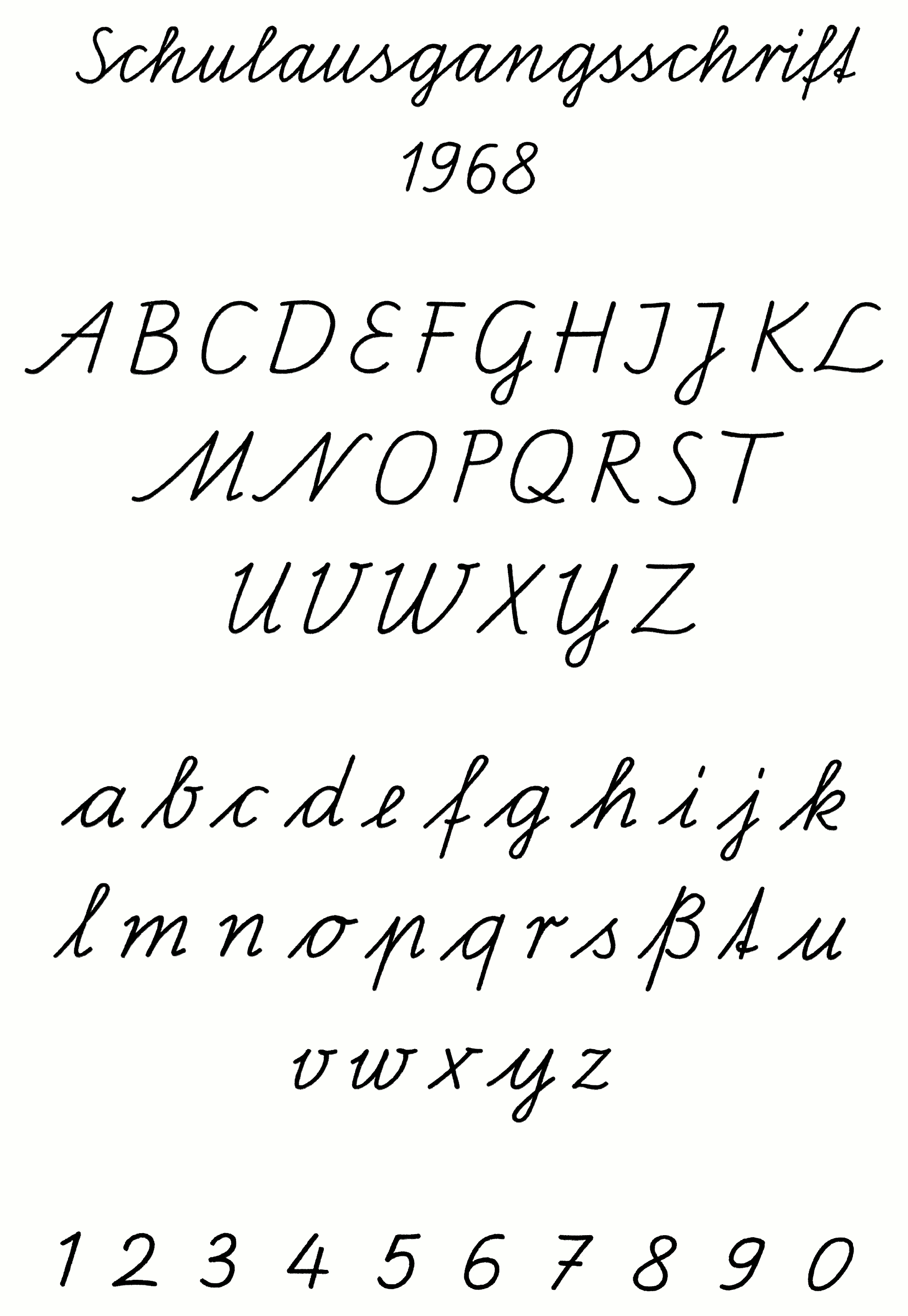
Schulausgangsschrift (DDR, seit 1968)
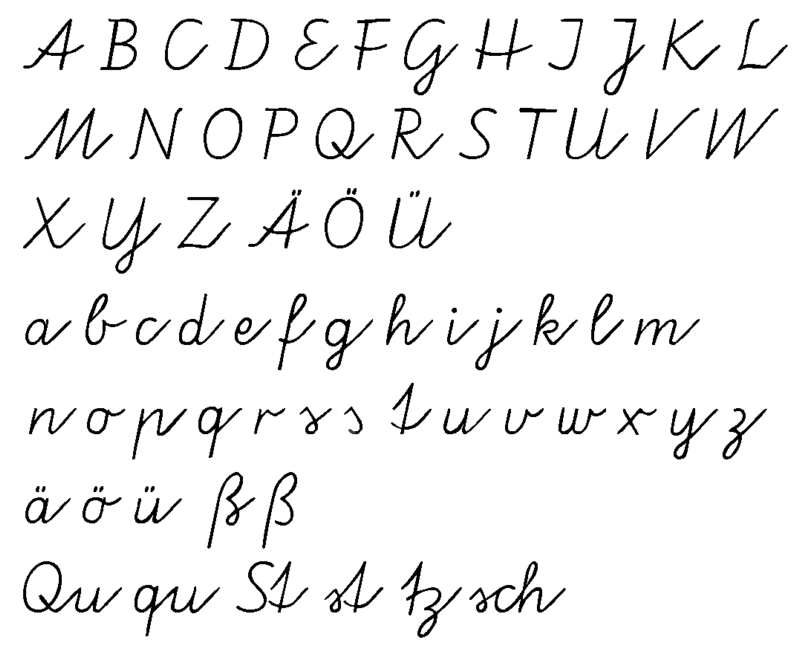
Vereinfachte Ausgangsschrift (Bundesrepublik Deutschland, seit 1972)

An österreichischen Schulen wurde von 1963 bis 1995 die Österreichische Schulschrift gelehrt, die eng an die Lateinische Ausgangsschrift der BRD von 1953 angelehnt war. 1967 und 1970 gab es kleinere Überarbeitungen dieser Schulschrift. Eine größere Neugestaltung erfuhr sie im Jahr 1995, bei der auf viele Schleifen und Schnörkel verzichtet wurde.

Österreichische Schulschrift 1969–1995
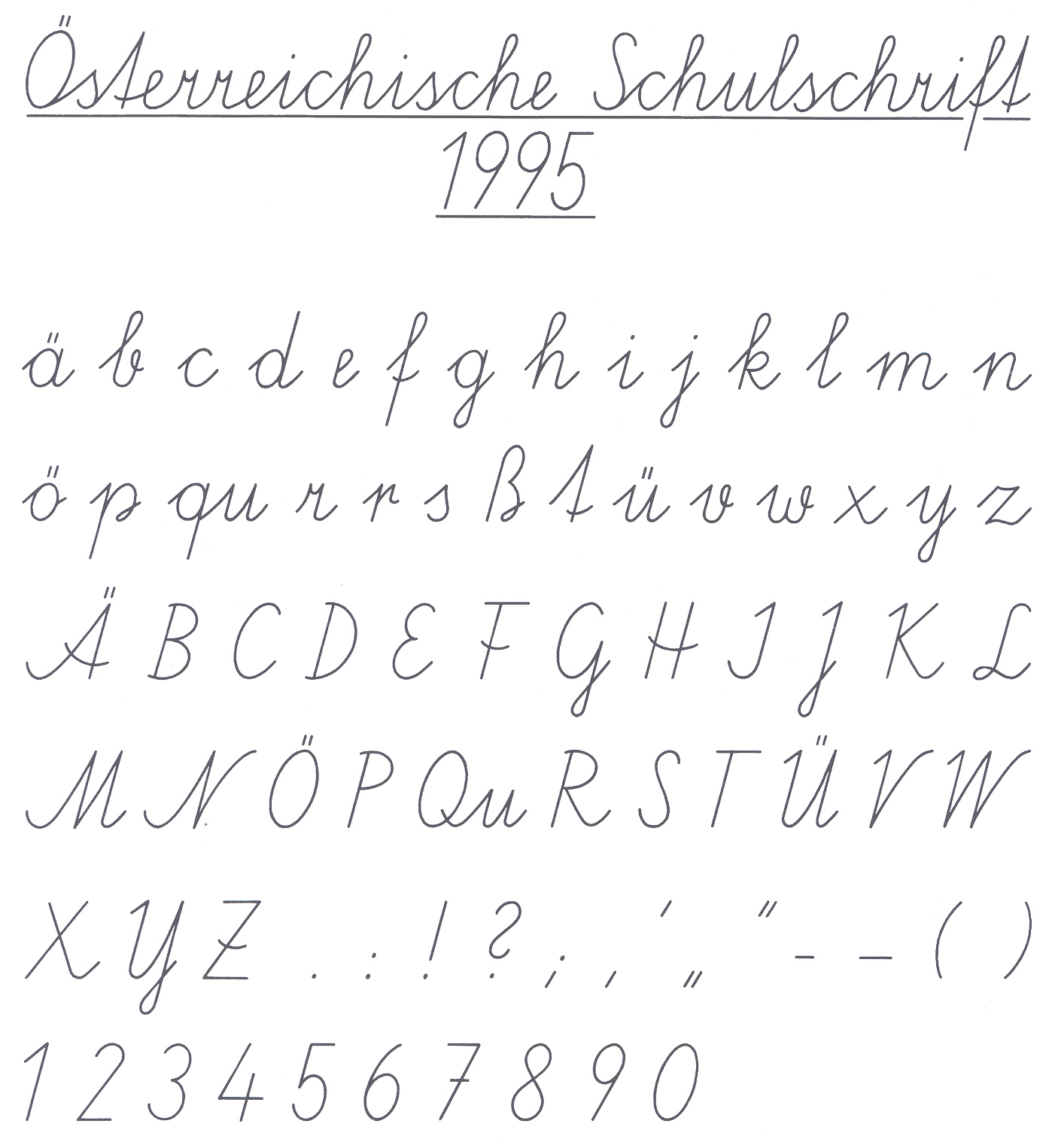
Österreichische Schulschrift seit 1995

Seit 2011 wird in Deutschland mit der Grundschrift versucht, die Ideen von Fritz Kuhlmann (1916) wieder zu beleben. Kuhlmann war ein leidenschaftlicher Anhänger des Arbeitsschulprinzips. Er plädierte dafür, dass die Kinder die Schreibform aus den gedruckten Buchstabenformen der Leseschrift selbst entwickeln und dabei sowohl eigene Buchstaben als auch Buchstabenverbindungen finden. Dieses Konzept bewährte sich nicht und wurde aufgegeben. In seiner wiederbelebten Form der „Grundschrift“ zielt es nicht zwangsläufig auf die Entwicklung einer persönlichen Schreibschrift ab, es erlaubt auch, dass die Buchstaben eines Wortes druckschriftartig einzeln stehen. Die Gestaltung von Schleifen in den Ober- und Unterlängen entfällt üblicherweise. Der Grundschulverband setzt sich dafür ein, dass die bisher verwendeten Schreibschriften durch die Grundschrift ersetzt werden. In einigen Bundesländern wird die Grundschrift derzeit erprobt. Den Grundschulen in Hamburg steht es seit Herbst 2012 frei, die Grundschrift oder die Schulausgangsschrift zu verwenden.
2006 wurde von Hans Eduard Meier die schnörkellose Deutschschweizer Basisschrift entwickelt, die der Deutschen Grundschrift ähnlich ist und als zeitgemäße Alternative vorgeschlagen.

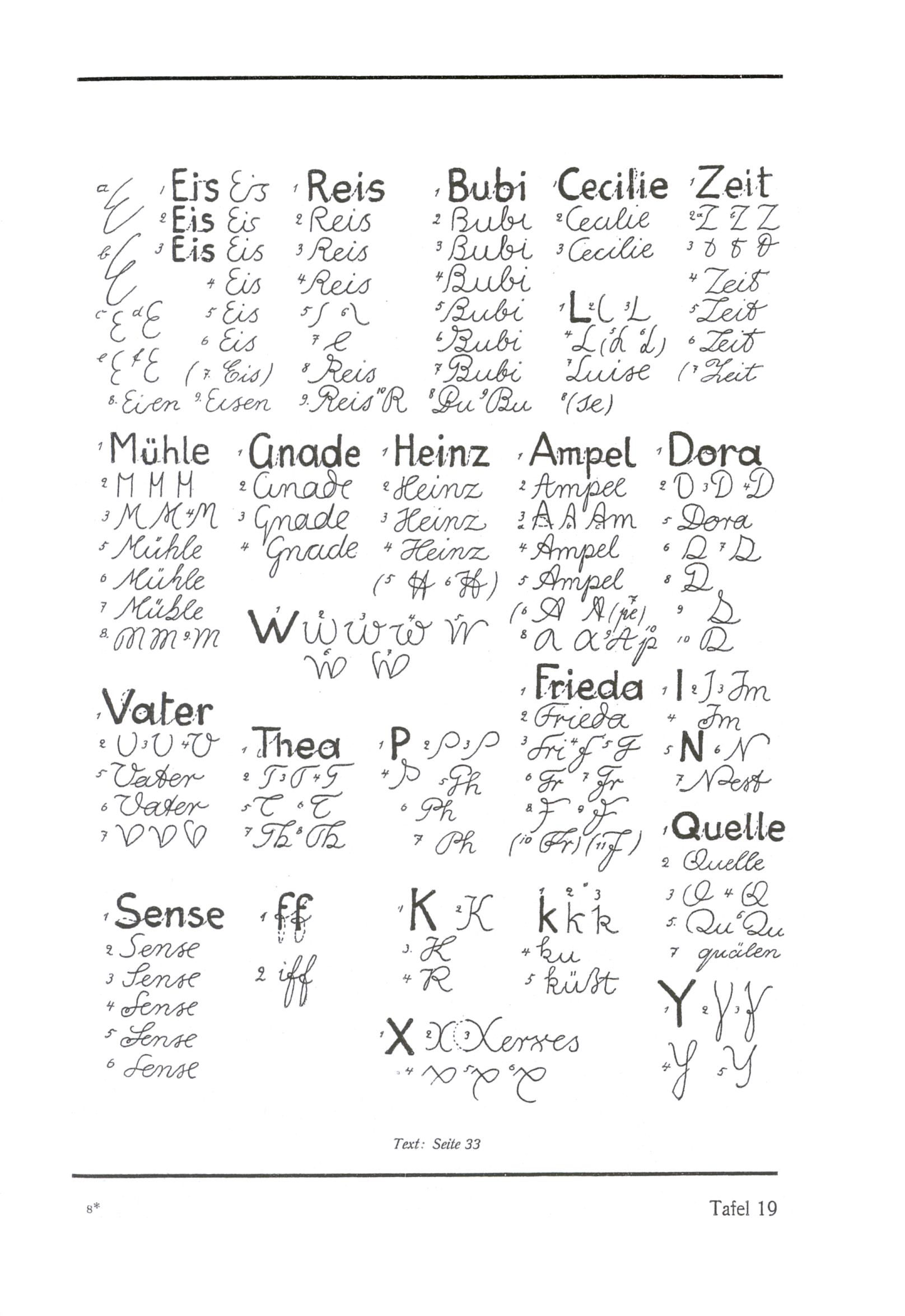
Erarbeitung der Lateinschrift nach Fritz Kuhlmann, 1916
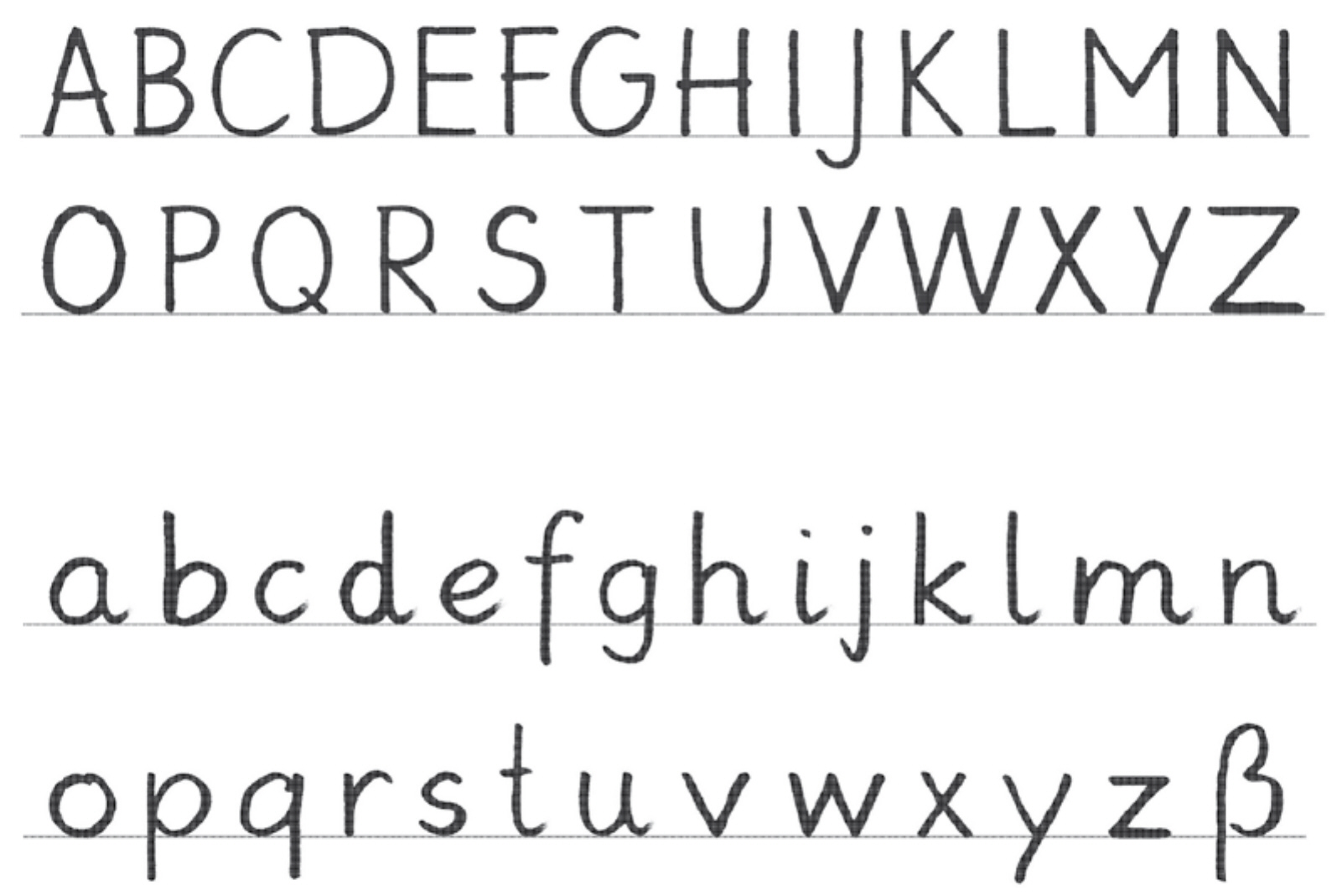
Eine mögliche Form der Grundschrift (keine Normschrift), 2011
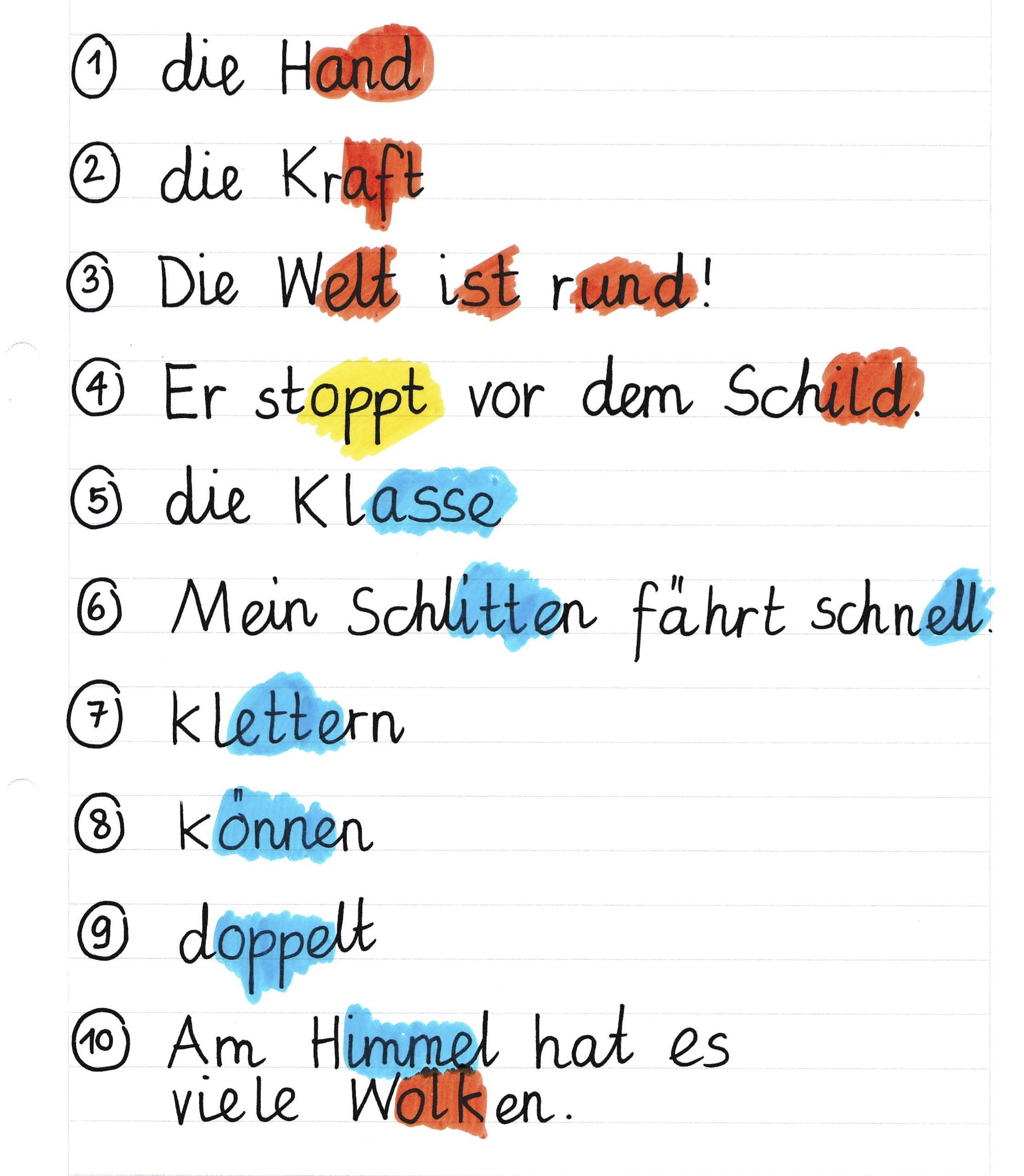
Wortbeispiele mit der Deutschschweizerischen Basisschrift ab 2006

## Weitere Entwicklung

### International
Im Zeitalter von PCs, Tablets und Smartphones wird der Gebrauch der Schreibschrift im beruflichen wie auch im privaten Leben zunehmend zurückgedrängt. Die Schulen in den verschiedenen Ländern haben z. T. bereits auf die Tendenz reagiert. So soll in Finnland ab Herbst 2016 an den Grundschulen das Tippen auf der Tastatur neben einer Grundschrift vermittelt werden. Eine gebundene Schreibschrift muss nicht mehr gelehrt werden. Auch in anderen Ländern sind Vereinfachungen in der Diskussion oder bereits durchgesetzt. Weder in Frankreich noch in Spanien wird die lateinische Ausgangsschrift unterrichtet. In Schweden und England können sich die Schulen ihr Schriftmodell selber aussuchen, und in Neuseeland schreiben die Kinder bis zur vierten Klasse mit Druckschrift.

### Deutschland
In Deutschland sind schulische Lehrpläne der Kulturhoheit der Bundesländer unterstellt. Es gibt unterschiedliche Regelungen, die letztendliche Entscheidung trifft die Schule im Schulcurriculum, sie liegt  teilweise auch bei den Lehrerinnen und Lehrern.
Im Jahr 2015 wurden in einer Umfrage zunehmende Probleme in deutschen Schulen beim Gebrauch der Schreibschrift angegeben. Laut Umfragen aus demselben Jahr wurde das Erlernen von Schreibschrift mehrheitlich als wichtig erachtet. Einer nicht repräsentativen Online-Umfrage zufolge wurde eine Abschaffung der Schreibschrift in Deutschland deutlich überwiegend abgelehnt.
Der ehemalige Vorsitzende des deutschen Philologenverbandes, Heinz-Peter Meidinger, setzt sich für die Schreibschrift ein, da es sich dabei um eine Kulturtechnik handele. Die Erziehungswissenschaftlerin Renate Valtin von der Humboldt-Universität zu Berlin meint im Gegensatz dazu, dass eine Handschrift zwar unverzichtbar, aber die gebundene Schreibschrift nicht nötig sei. Stattdessen sollte schon in der Grundschule das Tastaturschreiben mit dem Zehn-Finger-System gelehrt werden.